# Міноносці типу 1935
Міноносці типу 1935 були типом з 12 міноносців, побудованих для Крігсмаріне нацистської Німеччини наприкінці 1930-х років.

## Конструкція
Лондонський морський договір 1930 року передбачав, що до квоти ескадренних міноносців  конкретної держави не включаються кораблі стандартною водотоннажністю меншою 600 довгих тон. Тому Крігсмаріне спробувало спроектувати швидкісний океанський міноносець відповідної водононажності (цією ж логікою керувалися японці з типом «Тідорі») Відповідне завдання  виявилося неможливо реалізувати, оскільки занадто амбітні вимоги до високої швидкості вимагали використання тих самих проблемних котлів високого тиску, які встановлювали на ескадрених міноносцях типу 1934. Проблеми з техобслуговуванням котлів посилювалися відсутністю доступу до механізмів через обмежений простір легкого та вузького корпусу. Військово-морський історик М. Дж. Вітлі вважав, що «всю концепцію, маючи переваги знання наступних подій, слід розглядати як велику витрачату людей і матеріалів, оскільки ці міноносці рідко використовувалися для призначених для них завдань».

## Історія служби
Хоча перші міноносці були закінчені через кілька місяців після початку Другої світової війни у вересні 1939 року, жоден з них не зміг взяти участь у Норвезькій кампанії у квітні-червні 1940 року. Вони почали супроводжувати конвої та мінні загороджувачі, коли вони встановлювали свої мінні поля в Північному морі та Ла-Манші в липні того ж року. Більшість міноносців с було направлено до Норвегії в листопаді, де вони зробили невдалу спробу атакувати судно вздовж узбережжя Шотландії, де один міноносець потопили.
Усі вони пройшли модернізацію на початку 1941 року, і майже половина кораблів типу була згодом розгорнута в Балтійському морі, де вони підтримували німецькі наземні операції після початку операції «Барбаросса» в червні. Чотири міноносці були поміщені в резерв у той чи інший момент протягом року через брак персоналу. Аналогічні проблеми зберігалися також у 1942 році. Четверо інших міноносців типу 1935 повернулися до Франції, де вони допомогли супроводжувати пару торгових рейдерів, що проходили через Ла-Манш наприкінці 1941 року, і були частиною ескорту під час прориву двох лінійних кораблів і важкого крейсера через Ла-Манш назад до Німеччини у операції «Цербер» на початку 1942 року. Два міноносці були першими, які були направлені до Торпедної школи в середині року, а за ними послідували всі інші протягом решти року та 1943 року. Пару міноносців було відправлено до Франції в середині 1942 року. Вони були частиною ескорту під час невдалої спроби забезпечити повернення  одного з  торговельних рейдерів назад через Ла-Манш у жовтні.
На початку 1943 року три міноносці повернулися до Франції, де їм двічі не вдалося забезпечити прохід італійського проривача блокади через Біскайську затоку в Атлантику. До кінця року всі міноносці типу 1935  були або в резерві, або на ремонті, або приписані до Торпедної школи. Наступ радянських військ змусив повернути їх до служби протягом 1944 року для підтримки німецьких військ, що діяли в регіоні Балтії. Три міноносці були втрачені того року від бомб союзників. Наступного року ще три були потоплені британськими літаками і два підірвалися на радянських мінах.

### Після 1945
Три пережили війну і були захоплені союзниками як військові репарації. Лише Радянський Союз фактично використовував свій корабель, і врешті-решт його використовували як випробувальний корабель, перш ніж його затопили у 1950-х роках.